# Drekavac
Drekavac, (literalmente "o gritador" ou "o guinchador"  ), também chamado de drekalo, krekavac, zdrekavac ou zrikavac, é uma criatura mítica na mitologia eslava do sul . O nome é derivado do verbo "drečati" ("guinchar").

## Descrição
Na mitologia eslava do sul e nos contos folclóricos, essa criatura foi descrita de várias maneiras: b
- Em alguns contos populares, foi retratado na forma de um homem morto-vivo que saiu do túmulo durante a noite e assombrava as pessoas. [2]
- Também em alguns contos folclóricos, foi retratado na forma de uma criança não batizada morta-viva que se levantou de seu túmulo durante a noite para assombrar seus pais. Também esta criatura é conhecida por chamar as pessoas que passam perto de cemitérios para batizá-la. [2]
- No leste da Sérvia, foi retratado na forma de uma criatura canina humanóide que anda sobre as patas traseiras.
- Nas proximidades de Maglaj, foi retratado na forma de fantasmas de soldados que vagam durante a noite, assustando as pessoas. [2]
- Nas proximidades de Kozarska Dubica, foi retratado como um morto-vivo semelhante a um vampiro que se levanta da sepultura durante a noite e vagueia assustando as pessoas. [2]
- Nas proximidades de Arilje, foi retratado na forma de uma criatura de pernas compridas e pescoço comprido com uma cabeça de gato. [2]
- Em Sredačka župa, foi retratado na forma de uma criatura humanóide de uma perna com olhos brilhantes que vagueia durante a noite e assusta as pessoas. [2]
- Nas proximidades de Prijepolje, Lešak e Dragačevo, foi retratado como uma aparição que pode ser vista na forma de um potro manchado, cachorro, gato ou pássaro. [2]
- Nas proximidades de Gruža, foi representado na forma de uma criatura com um corpo manchado, alongado e fusiforme com uma cabeça desproporcionalmente grande. Esta criatura não pode voar e acredita-se que seja a alma de uma criança morta. [2]

Uma descrição moderna de um suposto drekavac o descreve como uma criatura canina semelhante a um cachorro  ou algum tipo de pássaro. 

## Crenças originais
O drekavac foi originalmente pensado para ter vindo das almas de homens pecadores, ou de crianças que morreram sem batismo . 
Acreditava-se popularmente que era visível apenas à noite, especialmente durante os doze dias do Natal (chamados dias não batizados em servo-croata ) e no início da primavera. Acreditava-se que outros demônios e criaturas míticas eram mais ativos durante este período.  Ao assumir a forma de uma criança, prediz a morte de alguém, enquanto em sua forma animal, prediz a doença do gado.  Acredita-se que o drekavac evite cães e luz brilhante.  Além disso, acredita-se que se a sombra de drekavac cair sobre alguma pessoa, essa pessoa ficará doente e morrerá. 

## Avistamentos modernos
Embora a criatura seja usada em contos de precaução para crianças, há adultos que ainda acreditam em sua existência. De acordo com o guia de um repórter da revista Duga, numerosos aldeões na montanha de Zlatibor relatam tê-lo visto, e muitos habitantes afirmam tê-lo ouvido. 
Alguns avistamentos modernos aconteceram:
- Em 1992, foi relatado que no Krvavica, os moradores encontraram restos de um animal diferente de qualquer outro conhecido na área, e alegaram que era um drekavac. Foi descrito como parecendo um cachorro, mas com uma cabeça "semelhante a uma cobra" e patas traseiras "semelhantes" às de um canguru . [3] Mais tarde, foi revelado que era apenas uma carcaça podre de uma raposa;
- Em 2003, na aldeia de Tometino Polje, perto de Divcibare, ocorreu uma série de ataques a ovelhas, com alguns aldeões a concluir que tinham sido perpetrados por um drekavac. Outros moradores discordaram, visto que os ataques ocorreram durante o dia, ao contrário da noite, quando o drekavac é supostamente mais ativo. [4]

## Aparições e referências na ficção

### Na literatura
- Drekavac é mencionado em um conto de Branko Ćopić, "Brave Mita and drekavac from the pond" (em cirílico : "Храбри Мита и дрекавац из рита") em que um grupo de pescadores supersticiosos param de pescar porque ouvem gritos misteriosos na lagoa, onde costumavam pescar, e começam a acreditar que ouvem um drekavac, o que leva à fome na aldeia. O protagonista da história, um corajoso rapaz da aldeia chamado Mita, investiga este mistério e captura o "drekavac", que acaba por ser um grande garanhão, uma ave muito rara para a região. [6]
- Drekavac também é mencionado no livro de Ćopić Eagles Fly Early . [7]
- Drekavac é um personagem do romance Monster Hunter Bloodlines de Larry Correia (agosto de 2021, Baen Books, ISBN 978-1-9821-2549-3 ).

### Em videogames e jogos de RPG
Drekavac é retratado raramente em vídeo-games e jogos de RPG .
- No Magic: The Gathering tem uma carta de drekavac da coleção Dissension . [8]
- Em Eve Online : O coletivo Triglavian nomeou Drekavac para sua linha de navios Battlecruiser.
- O jogo de cartas sérvio Izvori Magije tem inúmeras cartas de criaturas do tipo drekavac, uma delas chamada Drekavac iz vira (que significa "Drekavac do redemoinho"). Esta criatura é descrita como: "De cabeça grande e com pescoços longos e finos, os drekavac costumam pular de redemoinhos para atacar pessoas que estão voltando para casa próximas a moinhos de água". [9]
- Em DmC: Devil May Cry, um demônio chamado Drekavac aparece como um inimigo recorrente. Não é nomeado como tal até o encontro final do jogador com ele. Em vez de garras, possui espadas longas e finas.

### Na música
- "Drekavac" é o título de uma música escrita e interpretada pela banda de thrash metal sérvia Horror Piknik .
- "Drekavac" também é o título de uma música de Lordi de seu álbum de 2021 Lordiversity .

## Criaturas míticas semelhantes
- Bukavac – gravado em Syrmia, um monstro de seis patas com chifres retorcidos, pele viscosa e cauda longa, que vive na água (rios, pântanos e riachos) e dela sai durante a noite. Sabe-se que faz barulhos altos e tentará estrangular pessoas e animais que encontrar; [10]
- Jaud ( pronúncia em servo-croata: pronunciada [jaud] ) – um bebê prematuro vampirizado; [11]
- Myling – do folclore escandinavo, encarnações fantasmagóricas das almas de crianças não batizadas que foram forçadas a vagar pela terra;
- Nav – a alma da criança morta que morreu antes da terceira idade;
- Plakavac – gravado na Herzegovina, é um recém-nascido estrangulado por sua mãe, que se levantará de seu túmulo à noite como uma pequena criatura vampírica, retornará à sua casa e gritará ao seu redor, mas de outra forma não poderá causar nenhum dano; [12]
- Poroniec – um demônio hostil e malicioso da mitologia eslava. Acreditava-se que eles surgiam a partir de fetos natimortos, mas também de restos enterrados de forma inadequada de crianças que morreram durante a infância.